# Francesco Martelli
Francesco Martelli (Florença, 19 de janeiro de 1633 – Roma 28 de setembro de 1717) foi um cardeal católico romano.

## Biografia
Nasceu em Florença em 19 de janeiro de 1633. De uma família nobre que deu a Florença vários gonfalonieri e senadores; e vários bispos para a Igreja. Filho do senador Marco Martelli e Lucrezia Franceschi. Ele também está listado como Franciscus Martellus.
Frequentou a Universidade de Pisa a partir de 1656, obtendo o doutorado em utroque iure, tanto em direito canônico quanto em direito civil.
Cônego do capítulo da catedral de Florença por direito de patronato de sua família, 1648. Foi para Roma e ingressou na prelatura romana durante o pontificado do Papa Alexandre VII. Referendário dos Tribunais da Assinatura Apostólica de Justiça e de Graça, 1662. Governador de Faenza, 1662. Vice-legado em Ferrara, 1663-1666. Governador de Spoleto, 1666-1668. Relator da SC da Sagrada Consulta , 1668. Recebeu o subdiaconado, 25 de agosto de 1675; diaconado, 1º de setembro de 1675.
Ordenado em 8 de setembro de 1675.
Eleito arcebispo titular de Corinto em 9 de setembro de 1675. Consagrado em 15 de setembro de 1675, igreja de S. Silvestro, Roma, pelo cardeal Francesco Nerli, arcebispo de Florença. Assistente no Trono Pontifício, 20 de setembro de 1675. Núncio na Polônia, 20 de setembro de 1675. Secretário do CS da Imunidade Eclesiástica, outubro de 1686. Secretário do CS para Controvérsias Jurisdicionais, 1687. Secretário do CS da Sagrada Consulta , 27 de julho de 1691. Promovido ao patriarcado titular de Jerusalém, 21 de julho de 1698.
Criado cardeal sacerdote no consistório de 17 de maio de 1706; recebeu o chapéu vermelho e o título de S. Eusébio, em 25 de junho de 1706.
Morreu em Roma em 28 de setembro de 1717, às 23 horas, no seu palácio romano onde se havia retirado por causa da gota que o afligia. Exposto na igreja de S. Agostino, Roma, onde também ocorreu o funeral; e sepultado junto à porta principal dessa mesma igreja, sob um mármore com as suas armas cardinalícias e apenas o seu nome. Mais tarde, seus restos mortais foram transferidos para Florença e sepultados na capela de sua família, na igreja de Ss. Michele e Gaetano.